# Field Device Tool
Field Device Tool (FDT; deutsch Feldgerätwerkzeug) ist ein herstellerübergreifendes Konzept in der Automatisierungstechnik, welches die Parametrierung von Feldgeräten verschiedener Hersteller mit nur einem Programm ermöglicht.

## FDT Einführung
FDT ist eine Spezifikation für eine Software-Schnittstelle. Diese Software-Schnittstelle beschreibt den Datenaustausch zwischen einer Anwendung und Software-Komponenten für Feldgeräte. FDT ist als internationale Norm IEC 62453 und ISA103 standardisiert.
FDT wird sowohl in prozesstechnischen Anlagen als auch in der Fabrikautomation eingesetzt. Das Konzept unterstützt sowohl einfache Feldgeräte (mit wenigen Parametern) als auch komplexe Geräte (mit vielen Parametern und Modulen).
Um für den Anwender die Vielfalt der Gerätebedienwerkzeuge gering zu halten, verfolgt FDT das wesentliche Ziel, verschiedene Gerätesoftware (DTMs) in einer gemeinsamen Rahmenanwendung (FDT Frame Application) zusammenzuführen. Von dieser zentralen Rahmenanwendung aus kann auf die verschiedenen Feldgeräte zugegriffen werden und mit den entsprechenden DTMs die Konfiguration erfolgen.
Das FDT-Konzept lässt sich in anschaulicher Form mit einem Drucker und dem dazugehörigen Gerätetreiber mit integrierter grafischer Benutzeroberfläche erklären. Letztere erscheint in beliebigen Office Anwendungen immer in der gleichen Weise und mit gleicher Funktionalität. Bei FDT stellt der Hersteller für das Feldgerät einen Gerätetreiber (DTM) zur Verfügung, der den Zugriff auf das Gerät von beliebigen FDT-Anwendungen über eine grafische Oberfläche erlaubt. Dies ermöglicht es den Anwendern, auf alle vom DTM zur Verfügung gestellten Gerätefunktionen zuzugreifen und ihre Geräte zu konfigurieren, zu bedienen und zu warten.
FDT unterstützt eine große Anzahl von Kommunikationsprotokollen sowie die Kommunikation über geschachtelte Netzwerkprotokolle (nested communication).
Mit Hilfe der standardisierten Schnittstelle zwischen DTMs und Rahmenanwendung können die DTMs in verschiedensten Rahmenanwendungen systemunabhängig eingesetzt werden.

## Warum ist eine standardisierte Geräteintegration wichtig?
Die Geräteintegration ist seit Jahren ein viel diskutiertes Thema. Die intelligenten Feldgeräte von heute liefern neben den Prozessdaten immer mehr Informationen und Funktionen. Für die Anwender entscheidend: Eine standardisierte Systemumgebung zur zentralen Verwaltung, Inbetriebnahme, Konfiguration und Wartung aller Feldgeräte. Ein entsprechender Standard muss unabhängig von Hersteller und Kommunikationsprotokoll sein, damit für die jeweilige Anwendung das beste Gerät gewählt werden kann. Zudem muss die Lösung einen nahtlosen Datenaustausch zwischen Feldgeräten und übergeordnetem Automatisierungssystem sicherstellen. Um den Betreibern einen langfristigen Investitionsschutz gewährleisten zu können, kommt nur eine offene Technologie wie FDT in Frage. Nicht zuletzt ebnet FDT den Weg zu einheitlichen Gerätetreibern. Für jedes Gerät wird zur Integration in bestehende FDT-Systeme nur ein einziger DTM benötigt. Die universelle Einsatzmöglichkeit senkt also auch die Entwicklungskosten für die Hersteller.
Dies ist möglich, da die FDT Spezifikation Interoperabilität sicherstellt. Das bedeutet, dass jeder DTM unabhängig vom Hersteller in jeder FDT-Rahmenapplikation eingesetzt werden kann. Die FDT-Technologie erfordert keine spezifischen Anpassungen der Feldgeräte, wie etwa Firmware oder Hardware, sondern lediglich eine Kommunikationsschnittstelle zum Gerät und ist damit universell einsetzbar.
Die FDT Technologie bildet das vom Gerät unterstützte Kommunikationsprotokoll sowie die Geräteeigenschaften vollständig auf dem PC ab. Somit ist ein DTM auch ohne Gerät – offline – in der Lage, Parametrierung und Konfiguration durchzuführen und zu einem späteren Zeitpunkt auf das Gerät zu übertragen.
FDT ist nicht nur für Neuanlagen geeignet, sondern auch für die nachträgliche Einführung in bestehende Anlagen – ohne in die installierten Geräte eingreifen zu müssen. Die Anwender können einfach ihr vorhandenes Netzwerk nutzen. Für die vorhandenen Geräte müssen lediglich DTMs und natürlich eine FDT-Rahmenapplikation installiert werden.

## Aktueller Stand der Technik
Mit der neuen Spezifikation FDT2 stellt die FDT Group die Umsetzung aktueller Anwenderanforderungen sicher. Durch die Abwärtskompatibilität ist die Nutzung aller FDT 1.2.x DTMs weiterhin möglich und so der Investitionsschutz über den Lebenszyklus einer Anlage gewährleistet. Die Abwärtskompatibilität wird sichergestellt, indem FDT-Rahmenapplikationen sowohl FDT 1.2.x, als auch FDT2 unterstützen und die Transformation der Kommunikation zwischen den Komponenten unterschiedlicher Versionen übernehmen.
Die .NET-Technologien als Basis machen die FDT-Technologie unabhängiger von der Hardware und unterschiedlichen Windows-Betriebssystemen. Zudem eröffnen sie durch die Möglichkeit des Einsatzes von WPF (Windows Presentation Foundation) den Weg zu neuen Gestaltungsmöglichkeiten der graphischen Bedieneroberflächen (GUIs), wie z. B. eine Fingerbedienung, wie sie die Anwender aus dem privaten Bereich von Smartphones oder Tablet-PCs gewohnt sind bzw. generell die Anwendung von modernem UI-Design.
DTMs und FDT-Rahmenapplikationen werden insbesondere durch die Einführung sogenannter Common Components optimiert. Die gemeinsamen Kernkomponenten erhöhen die Stabilität der Anwendung und verbessern das Zusammenspiel der einzelnen Komponenten. Die Interoperabilität wird sichergestellt, da faktisch die Spezifikation nur einmal in zwei Komponenten implementiert wurde, welche intensiv getestet und von der FDT Group zertifiziert wurden. Außerdem erlauben sie eine konsistente Entwicklung der Standard-Softwarekomponenten. Dadurch wird die Markteinführung zertifizierter FDT-Produkte beschleunigt, und die Kosten für die Gerätehersteller reduziert.
Durch strengere Vorgaben für die Zertifizierung und wiederkehrende Herstellertests (Interoperabilitätstests, bei denen sich Hersteller von DTMs und Frames treffen und ihre Komponenten wechselseitig testen.) konnte die Interoperabilität von FDT deutlich verbessert werden.
Parallel dazu erfolgen die Arbeiten zur Unterstützung weiterer standardisierter Kommunikationsprotokolle in FDT. Aktuell sind in Annexes (ergänzende Dokumente zum Standard) beschrieben: Profibus DP, Profibus PA, Hart, Foundation Fieldbus H1/HSE, Interbus, Profinet, Modbus TCP/RTU/ASCII, Ethernet/IP, Ethercat, Devicenet, Controlnet, IO-Link, AS-Interface, Canopen, SercosIII, CC-Link und ISA100; weitere Protokollbeschreibungen folgen. Ein Annex beschreibt, wie die protokollspezifische Kommunikation auf dem Feldbus softwareseitig im DTM abgebildet werden muss, damit DTMs unterschiedlicher Hersteller interagieren können.

## Durchgängiger Gerätezugriff
FDT bietet dem Anwender viele Vorteile. Ihre Vorzüge kann die Technologie insbesondere in Anlagen ausspielen, in denen auf den unterschiedlichen Ebenen der Automatisierungspyramide unterschiedlichste Typen von Feldgeräten und Kommunikationsprotokollen, meist von diversen Herstellern, zum Einsatz kommen.
Je größer die Vielfalt der eingesetzten Gerätetypen, desto schwieriger und zeitintensiver gestaltet sich im Anlagenalltag die Konfiguration. Der Aufwand ist dann besonders hoch, wenn die Hersteller mit proprietären Parametrier- und Konfigurationstools arbeiten, die nicht standardisiert sind. Um einen Datenaustausch zwischen diesen Werkzeugen und den Engineering-Systemen der Steuerungen zu ermöglichen, ist häufig eine Datenkonvertierung notwendig, die spezielles Know-how erfordert. So werden konsistente Daten, Dokumentation und Konfigurationen für die Anwender zu einer wahren Sisyphusarbeit. Anders bei Tools wie FDT, die sich nahtlos in die Systemtools des Automatisierungssystems einfügen. So kann z. B. die Konfiguration des zyklischen Datenverkehrs der Steuerung integriert durchgeführt werden.
Die universelle Technologie erlaubt über alle Ebenen der Automatisierungspyramide hinweg und unabhängig vom verwendeten Kommunikationsnetzwerk eine durchgängige Geräte- und Systemintegration.

### Die Vorteile auf einen Blick
- Planung, Inbetriebnahme, Diagnose und Wartung mit direktem Zugriff auf sämtliche Feldgeräte von einem zentralen Arbeitsplatz aus
- Durchgängiger Zugriff auf die Geräte, unabhängig von den gegebenen Netzwerkstrukturen und Kommunikationsprotokollen, sowohl von zentraler als auch dezentraler Stelle
- Austausch von gemeinsamen Daten zwischen Systemtools (Engineering- oder Plant Asset Management -System (PAM)) und bzw. gerätespezifischen Bedienoberflächen
- Zentrale Datenverwaltung und -sicherheit sowie

Verwaltung von Mehrplatz-Systemen
- Möglichkeit zum Einsatz in Systemtools (z. B. Engineeringtool, Leitsystem), als auch Stand-Alone-Konfigurations-Tools im Werkstatt- und Wartungsbereich

## Was FDT alles kann
FDT unterstützt jedoch weit mehr als nur die Konfiguration oder Parametrierung von Geräten. Jede Phase des Lebenszyklus einer Anlage erfordert spezifische Funktionen, die FDT den Anwendern zur Verfügung stellt.

### Offline Engineering
FDT ermöglicht bereits in der Planungsphase ein Offline-Engineering ohne Geräte. Hierzu gibt man die Parametrierdaten der Geräte in den zugehörigen DTM ein und speichert sie in der Projektdatei der FDT-Rahmenapplikation. Nach erfolgter Installation der Geräte werden die Daten dann einfach heruntergeladen. Dies verkürzt die Inbetriebnahmezeit einer Anlage deutlich.

### Netzwerk-Scan
FDT-Rahmenapplikationen können am Bus angeschlossene Feldgeräte automatisch erkennen. Diese Scan-Funktion erlaubt eine automatische Generierung bzw. Überprüfung der Systemtopologie. Darüber hinaus liefert der Netzwerk-Scan auch die Feldbusadressen der identifizierten Geräte. Die FDT-Projekte von existierenden Anlagen-Topologien können so automatisch durch Scanning und Daten-Upload aus den Feldgeräten erzeugt werden.

### Topologie-Import/Export
FDT definiert eine Methode zum Austausch von Topologie-Informationen zwischen FDT-Rahmenapplikationen. In der Export-Information enthalten sind auch applikationsspezifische Daten aus den jeweiligen DTMs. Diese Funktion kann beispielsweise dazu genutzt werden, um historische Datensätze von DTM-Instanzen zu archivieren.
Durch wechselseitigen Export / Import von Projekten, können diese zwischen unterschiedlichen Rahmenanwendungen, ohne weitere Konvertierung ausgetauscht werden.

### Audit Trail (Prozess- und Gerätehistorie)
Durch Audit-Trail lassen sich Bedienereingriffe zurückverfolgen. Eine Art Logbuch dokumentiert, wer wann welche Änderungen vorgenommen hat – eine essentielle Funktion bei der Anlagenvalidierung.

### Konsistente Datenhaltung
FDT-Rahmenapplikationen stellen eine Datenbank für die konsistente Datenhaltung aller Geräte einer Anlage in einer einzigen Projektdatei zur Verfügung. Alle Projektdaten können zentral gesichert (Backup) und wiederhergestellt (Restore) werden.

### Benutzermanagement
FDT spezifiziert ein einheitliches Benutzermanagement mit individuellen Zugriffsrechten für festgelegte Benutzer oder Benutzergruppen: Beobachter, Bediener, Wartungs- und Planungs-Ingenieure und Administratoren. Dies stellt sicher, dass bestimmte Funktionen des DTMs oder der FDT-Rahmenapplikation nur autorisierten Nutzern zugänglich sind. Sensible Funktionen und Daten können so geschützt und für bestimmte Bedienungen unnötige Daten verborgen werden.

### Anlagendokumentation
Für die Dokumentation einer Anlage werden alle Parameter und „Typenschildinformationen“ der installierten Geräte benötigt. Eine einheitliche Schnittstelle gewährleistet, dass diese Daten elektronisch abgerufen und für die gewünschte Art der Dokumentation aufbereitet bzw. ausgegeben werden können. Typisch ist die Möglichkeit zum Ausdruck (auch als PDF) der Geräte-Informationen in einheitlichen Vorlagen.

### Diagnosen und Online-Werte
Der DTM erlaubt den Online-Zugriff während der Laufzeit der Anlage und zeigt Diagnose-, Zustandsüberwachungs- oder Messwerte des Gerätes oder des Prozesses an.

### Anwendungen über den gesamten Lebenszyklus
DTMs bieten viele Vorteile über den gesamten Lebenszyklus einer Anlage. Herstellerspezifische Gerätefunktionen wie Zustandsüberwachungen und -meldungen, interaktive Funktionen und grafische Objekte, Trendkurven, Echokurven, Zeitverläufe oder gerätespezifische Online-Hilfen lassen sich in einen DTM integrieren. Über DTMs können Gerätehersteller so den Anwender unterstützen – von Inbetriebnahmehilfen über Diagnosemöglichkeiten bis hin zu Wartungs- und Reparaturanweisungen.
Beispielsweise kann eine Projektansicht die Struktur der Anlage unter dem Aspekt der Kommunikation zwischen PC und Feldgeräten aufzeigen. Farbige Symbole können den aktuellen Zustand einer Anlage markieren und dadurch Wartungs- oder Fehleranalysen beschleunigen.

### Anlagenplanung und Projektierung
Für Planungs- und Projektierungsaufgaben bietet die Rahmenapplikation einen übersichtlichen und gut strukturierten Gerätekatalog. Optional kann man mit Filterfunktionen die Ansicht des Gerätekatalogs anpassen,
Die Rahmenanwendung ist dabei frei, die Arbeit des Planes weiter zu unterstützen. Z.B. kann im Kontext eines Kommunikations-DTMs angezeigt werden, welche Geräte-DTMs (bzw. entsprechende Geräte) angeschlossen werden können.

### Inbetriebnahme
Das A und O einer jeden Inbetriebnahme ist die Geräteparametrierung. Mit der Funktion der Online-Parametrierung werden diejenigen Geräteparameter projektiert, die auch ohne angeschlossenes Gerät, sprich offline, festgelegt werden können. Mit der Online-Parametrierung lassen sich Parameter von angeschlossenen Feldgeräten, wie z. B. Regelparameter, verändern.
Zusätzliche Online-Funktionen (Trendanzeigen, Hüllkurven etc.) unterstützen die Inbetriebnahme optimal in Bezug auf Gerät und Anwendung.

### Anlagenbetrieb und Instandhaltung
Während des Betriebs und bei der Instandhaltung gilt es zeitoptimiert zu arbeiten. FDT-Rahmenapplikationen können die gleichzeitige Bearbeitung mehrerer Geräte in einem Arbeitsgang anbieten. Nach Auswahl der relevanten Geräte wird die gewünschte Funktion, etwa Auslesen des Gerätestatus, für alle automatisch gestartet. Auch das oft langwierige Lesen und Schreiben von Parametern in Feldgeräte kann automatisch und für mehrere Geräte oder einen bestimmten Anlagenteil in einem Arbeitsgang durchgeführt werden. Anlagenfahrer und Instandhalter haben auch gleichermaßen Bedarf an aktuellen Zustandsinformationen der Feldgeräte in der Anlage. Mit Hilfe der entsprechenden FDT-Rahmenapplikation können sie z. B. eine vordefinierte Menge von Feldgeräten einmalig oder zyklisch auf ihre Zustandsinformationen hin abfragen. Filterfunktionen erhöhen dabei die Übersichtlichkeit und erleichtern die Darstellung und Auswertung.
Moderne Feldgeräte liefern zahlreiche Diagnose-Informationen – in der Regel sowohl spezifische, als auch standardisierte gemäß der Namur Empfehlung NE107. Über den entsprechenden Geräte-DTM können die Anwender dann sowohl Wartungsbedarf erkennen, als auch bei Wartungsbedarf, detailliertere Informationen vom Sensor gezielt abfragen und frühzeitig geeignete Maßnahmen ergreifen. Wird z. B. der Signal-Rausch-Abstand eines Radarsensors immer kleiner, könnte Produktanhaftung an der Antenne die Ursache dafür sein. Die Reinigung der Antenne lässt sich dann gezielt planen.

## Das Problem und die Lösung
Ein modernes Feldgerät bietet die Möglichkeit der Parametrierung sowie der Diagnose mit Computerprogrammen, die eigens für das jeweilige Feldgerät entwickelt wurden. Um nicht viele verschiedene Programme auf einem PC installieren zu müssen, wurde von Feldgeräte-Herstellern das FDT Konzept entwickelt.

### FDT Rahmenapplikation
Die FDT Rahmenapplikation schafft eine gemeinsame Ablaufumgebung für DTMs verschiedener Hersteller. Alle Rahmenapplikationen sind grundsätzlich feldbusneutral, unterstützen verschiedene Kommunikationsprotokolle und erfüllen damit eine der wichtigsten Anforderungen der Anwender an die Geräteintegration. Sie verwalten sämtliche Geräteinstanzen und speichern deren Daten. Außerdem gewährleisten sie eine systemweit einheitliche Konfiguration und erlauben sowohl Mehrplatz- als auch Einzelplatz-Anwendungen. Am Markt sind FDT-Rahmenapplikationen unterschiedlicher Hersteller als Konfigurations- oder Engineering-Tools, Bedienkonsolen oder PAM-Tools verfügbar.
Eine weit verbreitete Rahmenanwendung ist PACTware, entwickelt von einem Konsortium aus Feldgeräteherstellern und Systemlieferanten. Andere Rahmenprogramme sind zum Beispiel FieldCare von Endress+Hauser, fdtCONTAINER von „M&M“, der "Field Device Expert" im "Foxboro DCS" Prozeßleitsystem von Schneider Electric oder Integration in die Leitsysteme von ABB.

### Device Type Manager
Ein DTM ist kein eigenständiges Programm, sondern funktioniert nur im Zusammenspiel mit einer FDT-Rahmenapplikation. Er repräsentiert inhaltlich ein bestimmtes Gerät oder eine Kommunikationskomponente mit seinen/ihren Eigenschaften und Funktionen einschließlich Bedienoberfläche. Aus einer Rahmenapplikation heraus ermöglichen die DTMs die Bedienung mit „ihren“ in der Anlage befindlichen Geräten bzw. Kommunikationskomponenten. Ein Anwender kann die Funktionen der angeschlossenen Geräte über die zugehörigen DTMs aufrufen.
„Gerätetreiber“ erleichtern dem Anwender die Arbeit mit Feldgeräten, da er keine speziellen Kenntnisse über die verwendeten Bussysteme und deren Kommunikationsprotokolle benötigt. Da wesentliche Teile der Benutzeroberfläche im DTM-Style Guide festgelegt sind, präsentieren sich alle Geräte im selben Look&Feel. Der große Vorteil: eine intuitive und einfache Bedienung und Konfiguration der Geräte.

#### Geräte-DTM
Geräte-DTMs (Device Type Manager) sind gerätespezifisch aufgebaut und enthalten Daten, Funktionen und Logikelemente des Gerätes. Je nach Implementierungsgrad beinhaltet der Treiber eine einfache grafische Benutzeroberfläche für das Einstellen der Geräteparameter bis zu umfangreichen Anwendungen für Diagnose und Wartung, z. B. eine Logik zur Gerätekalibrierung. Geräte-DTMs werden in der Regel vom Gerätehersteller entwickelt und sind Teil des Lieferumfangs des Geräts. Häufig wird die Entwicklung der DTMs von den Herstellern an spezifizierte Dienstleister ausgelagert, die über spezifische Tools und Entwicklungsprozesse verfügen. Im Gegensatz zu der inhaltlichen Gestaltungsfreiheit eines DTM sind seine Schnittstellen zur Rahmenapplikation durch die FDT-Spezifikation verbindlich vorgeschrieben.

#### Die drei Gruppen von DTMs
- Herstellerspezifische Geräte-DTMs bieten den größten Funktionsumfang und unterstützen ein Gerät oder eine gesamte Gerätefamilie eines Herstellers optimal. Diese DTMs sind häufig mit weiterführenden Funktionen wie z. B. umfangreicheren Parametrierungs- und Diagnosemöglichkeiten, Netzwerk-Analysen oder Verlauf-Darstellungen versehen.
- Interpreter-DTMs besitzen im Vergleich zu herstellerspezifischen Geräte-DTMs einen geringeren Funktionsumfang. Sie nutzen vorhandene, für ein bestimmtes Gerät erstellte Gerätebeschreibungsdateien, z. B. EDD (Electronic Device Description) oder IODD (IO Device Description). In der Regel bieten solche DTMs durch die begrenzten Eigenschaften der Gerätebeschreibungssprache EDDL graphisch und funktionell weniger Komfort. Beispiele sind der „ioddINTERPRETER DTM“, der die DDs von IO-Link-Geräten interpretiert und mit dessen Hilfe sich diese Geräte parametrieren lassen. Es gibt verschiedene weitere Interpreter-DTMs u. a. für EDDs und FDI device packages.[1]
- Generische, also universelle DTMs vertreten nicht ein Gerät oder eine Gerätegruppe eines Herstellers, sondern definierte Gemeinsamkeiten von Geräten verschiedener Hersteller. Hierzu gehören die protokollkonformen Parameter, die für alle Geräte einer Protokollklasse (z. B. Hart oder Profibus PA-Geräte) übereinstimmen und daher in einem einzigen DTM beschrieben werden können. Bei einem generischen Hart-DTM z. B. sind das die Parameter, die über den Begriff „Universal und Common Practice Commands“ erreichbar sind. Bei einem generischen Profibus-Profil-DTM betrifft das alle Profilparameter eines Feldgerätes. Generische DTMs verfügen in der Regel über nur sehr wenige oder sogar nur einen Eintrag im Gerätekatalog der Rahmenapplikation.

#### DTMs für Kommunikationskomponenten
Ähnlich wie bei den Feldgeräten werden auch die an der Kommunikation beteiligten Netzwerk-Infrastruktur-Komponenten, z. B. Kommunikationsadapter, Gateways oder Buskoppler durch entsprechende DTMs repräsentiert. Ein gemeinsames Merkmal dieser Gerätetreiber ist der Kommunikationskanal, den sie den zugeordneten Geräte-DTM zur Verfügung stellen und der die spezifischen Dienste des jeweiligen Netzwerkprotokolls in entsprechenden Software-Schnittstellen abbildet. Je nach Ausführung der zugehörigen Hardware-Komponenten und Einsatzort im Netzwerk unterscheidet man zwei DTM-Kategorien:
- Kommunikations-DTMs (CommDTM) sind die jeweils ersten DTM, die bei einem Kommunikationsaufbau aus einer FDT-Rahmenapplikation heraus aktiv werden.

Sie repräsentieren die entsprechende Kommunikations-Hardware – z. B. in Form einer PC-Steckkarte. Der Kommunikations-DTM stellt den angeschlossenen Gerät-DTMs oder Gateway-DTMs die Funktionen des entsprechenden Kommunikationsprotokolls zur Verfügung und gibt Anfragen in der Funktion als Treiber an die Hardware weiter, wo die Übertragung zum Gerät erfolgt.
- Gateway-DTMs kommen zwischen dem Kommunikations-DTM und Geräte-DTMs zum Einsatz, sofern auf dem Kommunikationspfad zwischen Kommunikationsadapter und Feldgerät Übergänge zwischen verschiedenen Netzwerkprotokollen existieren. Ihre Aufgabe besteht sowohl in der Konfiguration der notwendigen Hardware-Komponente für den Netzübergang als auch – im Fall der Online-Kommunikation – in der Umsetzung der von den zugeordneten Geräte-DTMs angeforderten Kommunikationsdienste eines Protokolls in die entsprechenden Dienste des anderen Protokolls.

Damit ermöglichen Gateway-DTMs den Kommunikationspfad bis zum Feldgerät einschließlich der nötigen Übergänge zwischen unterschiedlichen Protokollen, wie z. B. RIOs, IO-Link-Hubs etc. und bilden damit die Basis für den Aufbau einer vertikalen Kommunikation – die sogenannte nested communication.

#### Einheitliches Look & Feel
Die grafische Oberfläche der DTMs ist für den Anwender der FDT-Technologie das tägliche Arbeitswerkzeug. Die übersichtliche und für alle Hersteller und Gerätetypen einheitliche Gestaltung kann dazu beitragen, die Arbeitseffizienz zu steigern. Im DTM-Style Guide sind die Regeln für den Aufbau der Bedienoberfläche festgeschrieben. Die Style Guide-Konformität ist auch Bestandteil der Zertifizierungsergebnisse.
Ziel der FDT Group ist es, alle Grundfunktionen eines DTM gleichartig auszulegen und aussehen zu lassen, andererseits aber aufgaben- und verfahrensbezogene Darstellungen nicht einzuschränken. Dafür schreibt der Style Guide die Aufteilung der Benutzeroberfläche in allgemeine und aufgabenbezogene Bereiche vor, liefert eine Bibliothek von Icons und deren Bedeutung und ein Glossar von Begriffen und Standardmeldungen in mindestens acht Sprachen vor.

### Unabhängig vom Netzwerkprotokoll
FDT ist primär eine Interface-Definition, die zwar traditionell aus dem Bereich PROFIBUS und HART kommt, grundsätzlich aber unabhängig vom Kommunikationsprotokoll ist. So gibt es mittlerweile Ergänzungen für bekannte Protokolle wie Foundation Fieldbus, Interbus, die CIP-Protokollfamilie, Modbus, IO-Link, PROFINET, AS-Interface, CANopen. Unterstützung für weitere Protokolle ist in Arbeit.

### Geschachtelte Kommunikation (nested communication)
Stehen DTMs für die Gateway-Geräte zwischen verschiedenen Busprotokollen zur Verfügung, so kann ein Feldgerät unabhängig von der Art des Kommunikationsweges angesprochen und (zentral) konfiguriert werden. Dabei hat der Hersteller des Geräte-DTMs keinen Aufwand für die überlagerten Kommunikationswege zu tragen.
So ist z. B. ein DTM für ein HART-Gerät unabhängig davon, ob das HART-Gerät über einen Multiplexer oder den HART-fähigen Analog-Eingang einer IO-Karte am PROFIBUS angeschlossen wird. Die Umsetzung der Kommunikation über die unterschiedlichen überlagerten Netzwerke wird von den zugehörigen Gateway-DTMs übernommen.

## Nutzen von FDT in der Praxis

### ... für Anlagenbetreiber
Der Anwendernutzen von FDT ist vielschichtig und entfaltet sich über den gesamten Lebenszyklus:
- Freie Gerätewahl
- Umfangreiche Gerätedaten helfen bei der Effizienzoptimierung der Prozesse
- Unterstützt alle Aufgaben über den gesamten Lebenszyklus vom Offline-Engineering bis zur vorbeugenden Wartung
- Kürzere Installationszeiten und höhere Anlagenverfügbarkeit
- mehr Sicherheit im Anlagenbetrieb
- offen und zukunftssicher

### ... für Gerätehersteller und Systemanbieter
Die FDT-Technologie bietet auch Geräteherstellern und Systemanbietern echten Mehrwert:
- Geringerer Aufwand für die Entwicklung
- Schutz von Investitionen und Know-how
- Effizient und flexibel

## Organisation
Anfang 2003 wurde von Unternehmen wie ABB, Endress+Hauser, Invensys, Siemens und Metso Automation die FDT Joint Interest Group gegründet. Diese Unternehmen bildeten das Steering Committee der FDT JIG. Im November 2004 war auch das Unternehmen Omron dem Steering Committee beigetreten.
Die FDT Joint Interest Group war eine nicht gewinnorientierte internationale Zusammenarbeit von Unternehmen aus dem Bereich der industriellen Automatisierung, die es sich zur Aufgabe gemacht hatten, die Verbreitung der FDT-Technologie zu fördern und weltweit zu etablieren. Mit einer wachsenden Zahl an Mitgliedern wurde die Organisation und die Verwaltung der FDT Joint Interest Group immer schwieriger, und es wurde entschieden, sie als rechtlich unabhängige Organisation neu aufzustellen.
Aus diesem Grunde wurde im September 2005 die „FDT Group“ als ein gemeinnütziger Verein nach belgischem Recht gegründet. Die FDT Group AISBL hält das Markenrecht an "FDT" und "FDT2" und hat die Aufgaben zur Wartung, Weiterentwicklung und Verbreitung der FDT-Technologie übernommen. Die FDT Spezifikation wird von der FDT Group kostenfrei zur Verfügung gestellt. Mehr als 80 Organisationen sind heute Mitglied der FDT Group.
Die FDT Spezifikation wird heute von der FDT Group AISBL (Association Internationale Sans But Lucratif) verwaltet, gepflegt und weiterentwickelt. Die FDT Group ist ein Zusammenschluss von Endanwender, Hersteller, Universitäten und Forschungseinrichtungen im Bereich der Automatisierungstechnologie. Zu den Aufgaben des internationalen, nicht-gewinnorientierten Zusammenschlusses von Unternehmen aus Prozess- und Fertigungsautomatisierung gehören auch die Erstellung von Richtlinien, wie z. B. DTM Style Guide oder FDT Life Cycle Policy. Hauptziel ist es, den FDT-Standard als offene, herstellerneutrale Schnittstellenbeschreibung zur Geräteintegration in Engineering-, Automatisierungs- und PAM-Systemen zu etablieren, neue zu entwickeln und zu warten. Darüber hinaus betreibt die FDT Group mittels der Kooperation mit weiteren Organisationen die Einordnung von FDT in der Anforderungslandschaft und die Generierung von Zusatznutzen durch Harmonisierung und Abstimmung von Standards. Kooperationen sind unter anderem mit der OPC Foundation und der FieldComm Group etabliert.
Die FDT Group stellt für die Nutzer der Technologie Entwicklungstools sowie Support, Schulungen, Praxistests und Dokumentationen bereit. Über einen festgelegten Zertifizierungstest Prozess stellt die FDT Group die Qualität in Form der Interoperabilität der Produkte sicher.
Die FDT Group setzt sich aus Vorstand (Board of Directors), einem Lenkungsausschuss (Executive Committee) und mehreren Fachausschüssen zusammen. Die Mitglieder wählen den Vorstand, der wiederum den Exekutivausschuss einsetzt. Die Arbeitsbereiche der Fachausschüsse sind: Marketing, Technologie, Anwender-Forum sowie Verbände und Normen.
Arbeits- und Projektgruppen sind Teil eines Ausschusses. Bei Bedarf werden durch den Exekutivausschuss neue, themenbezogene Arbeitsgruppen gebildet, die beispielsweise Protokollerweiterungen (Annexes) erarbeiten. Eine Projektgruppe ist der Arbeitsgruppe unterstellt und besteht nur so lange, bis das festgelegte Projektziel erreicht ist.

## Test und Zertifizierung
Um eine hohe Qualität von DTMs für Endkunden sicherzustellen, hat sich die FDT Group 2004 entschlossen, ein Tool einzuführen, mit welchem die Einhaltung der Schnittstellenspezifikation überprüft werden kann. Das Programm dtmINSPECTOR enthält knapp 250 offizielle Tests, welche das Verhalten an den Schnittstellen überprüfen.

### Zertifizierungsprozess
Zertifizierungstests müssen von einem auditierten und akkreditierten Testlabor durchgeführt werden. Wenn der DTM alle Tests besteht, kann der Hersteller den dabei erzeugten Testreport beim FDT Group Certification Office zur Zertifizierung einreichen. Wurde das Zertifikat ausgestellt, darf der Hersteller das „FDT certified“-Logo für den DTM benutzen.